# Centrosema unifoliatum
Centrosema unifoliatum är en ärtväxtart som först beskrevs av Joseph Nelson Rose, och fick sitt nu gällande namn av Cyrus Longworth Lundell. Centrosema unifoliatum ingår i släktet Centrosema och familjen ärtväxter. Inga underarter finns listade i Catalogue of Life.